# Національна академія наук Білорусі
53°55′14″ пн. ш. 27°35′55″ сх. д. / 53.9205° пн. ш. 27.598611111111° сх. д.
Національна академія наук Білорусі (НАН Білорусі, НАНБ) — вища державна наукова організація Республіки Білорусь, здійснює організацію, проведення і координацію фундаментальних і прикладних наукових досліджень і розробок з різних напрямків природничих, технічних, гуманітарних, соціальних наук і мистецтв. Розташована за адресою: Мінськ, проспект Незалежності, 66

## Історія
НАН Білорусі було створено 1 січня 1929 року як Білоруська академія наук на базі Інституту білоруської культури в Мінську. Станом на 1 січня 2007 року в Академії наук працювало понад 17,1 тисяч дослідників, техніків, допоміжного та обслуговчого персоналу. Серед них близько 560 докторів наук і понад 1970 кандидатів наук.

## Премії Національної академії наук Білорусі
Рішення про заснування премій Національної академії наук Білорусі було прийнято Президією Національної академії наук Білорусі у 1991—1992 роках. Присуджуються вісім премій за кращу наукову роботу в різних галузях науки. Крім того засновані спільні премії академій наук України, Білорусі і Молдови та премії академій наук Росії і Білорусі. Вручаються також три іменні премії НАН Білорусі та три іменні премії для молодих вчених НАН Білорусі.